# عثمان بايدمر
عثمان بايدمر (بالتركية: Osman Baydemir)، (مواليد 1971 في ديار بكر) هو سياسي تركي من أصل كردي ومحامي وناشط في مجال حقوق الإنسان في تركيا. كان رئيس بلدية مدينته ديار بكر من 2004 إلى 2014. وهو عضو في حزب الشعوب الديمقراطي في تركيا.

## نشاطه العلمي والسياسي
بعد تخرجه من كلية الحقوق بجامعة دجلة، عمل محاميًا لمدة عام. في عام 1995، تم انتخابه كعضو في مجلس إدارة فرع ديار بكر لجمعية حقوق الإنسان. من عام 1995 إلى عام 2002، شغل منصب عضو مجلس إدارة جمعية حقوق الإنسان، ورئيس مجلس الإدارة، ورئيس الفرع ونائب الرئيس. في انتخابات 3 نوفمبر 2002، تم ترشيحه نائبًا عن ديار بكر لحزب الشعب الديمقراطي المُنحل سنة 2005. درس الإنجليزية في الولايات المتحدة الأمريكية بين مايو 2003 وديسمبر 2003 ويتحدث 7 لغات. ويعد بايدمر عضو مؤسس ورئيس رابطة البلديات في جنوب شرق الأناضول. وهو يشغل حاليًا منصب رئيس مجلس إدارة اتحاد المدن والهيئات المحلية المتحدة في تركيا.
في 2009، في الانتخابات المحلية، أُعيد انتخاب بايدمر لرئاسة بلدية مدينة ديار بكر من قِبل حزب المجتمع الديمقراطي. وبعد انحلال الحزب، انتقل بايدمر إلى حزب السلام والديمقراطية.
فُتحت بحق بايدمر مئات التحقيقات من قبل المحكمة التركية بسبب نشاطه السياسي المناهض لسياسات الحكومة التركية. في 13 أكتوبر 2013 أصدرت المحكمة التركية قرار حظره من السفر خارج البلاد. وفي 4 أبريل 2013 رُفع عنه الحظر بقرار من محكمة ديار بكر.
رُشح بايدمر لرئاسة بلدية مدينة شانلي أورفا في 25 سبتمبر من عام 2013 من قِبل حزب السلام والديمقراطية، لكنه لم يفز في الانتخابات المحلية ووفقًا لهذا لم يتم تعيينه.
أنهى بايدمر عضويته في حزب السلام والديمقراطية في عام 2014 لينتقل إلى حزب الشعوب الديمقراطي، حيث تم ترشيحه وانتخابه ممثلًا عن الحزب في مدينة شانلي أورفا.

## حياته الشخصية
في عام 2005 تزوج بايدمر من ريحان يالجينداغ، نائبة رئيس رابطة حقوق الإنسان في تركيا. وانجب منها طفلان أثنان.